# The World Is Not Enough
The World Is Not Enough er en britisk actionfilm fra 1999. Filmen er den 19. i EON Productions serie om den hemmelige agent James Bond, der blev skabt af Ian Fleming. Hovedrollen som James Bond spilles for tredje gang af Pierce Brosnan. Blandt de andre medvirkende ses Sophie Marceau som den første kvindelige hovedskurk i serien. Desmond Llewelyn medvirker modsat for 17. og sidste gang i rollen som Q. Filmen er instrueret af Michael Apted efter manuskript af Neal Purvis, Robert Wade og Bruce Feirstein. Den er produceret af Barbara Broccoli og Michael G. Wilson.
Titlen er hentet fra Ian Flemings roman On Her Majesty's Secret Service og er den engelske oversættelse af Bond-slægtens motto "Orbis non sufficit" (latin: Verden er ikke nok). I virkeligheden var det mottoet for Sir Thomas Bond (ca. 1620 - 1685). Titlen blev desuden benyttet til en roman af Raymond Benson, der udkom samme år. Romanen er baseret på filmmanuskriptet, men med enkelte suppleringer.
Filmens indledning involverer blandt andet en bådjagt på Themsen udgående fra SIS's virkelige hovedkvarter ved Vauxhall Cross. The Daily Telegraph hævdede i den forbindelse, at optagelserne var søgt hindret af sikkerhedsmæssige årsager, indtil filmminister Janet Anderson og udenrigsminister Robin Cook havde grebet ind. Avisen citerede i den forbindelse en kilde tæt på Robin Cook for: "Efter alt hvad Bond har gjort for Storbritannien, så var det da det mindste vi kunne gøre for Bond." Historien blev dog efterfølgende dementeret af udenrigsministeriets talsmand Ned Johnson i The Guardian. Han pointerede desuden, at det var de lokale myndigheder og flodpolitiet, der bestemte på Themsen, ikke SIS eller Robin Cook.

## Handling
Olie-magnaten Sir Robert King bliver myrdet i selve MI6's hovedkvarter, og anarkisten Renard mistænkes. M sender Bond ud for at beskytte Kings datter Elektra. Men noget stemmer ikke, og sammen med atomforskeren Christmas Jones finder Bond frem til, at Elektra og Renard har dødelige planer for i Istanbul.

## Medvirkende
- Pierce Brosnan – James Bond
- Sophie Marceau – Elektra King
- Robert Carlyle – Victor "Renard" Zokas
- Denise Richards – Dr. Christmas Jones
- Robbie Coltrane – Valentin Dmitrovich Zukovsky
- Ulrich Thomsen – Sasha Davidov
- Maria Grazia Cucinotta – Cigar Girl
- Judi Dench – M
- Desmond Llewelyn – Q
- John Cleese – R
- Samantha Bond – Moneypenny

Desmond Llewelyn medvirker for 17. og sidste gang som Q, som han havde spillet siden From Russia with Love fra 1963. I filmen lægges der op til, at han skal pensioneres. Han introducerer desuden sin afløser spillet af John Cleese, som James Bond spøgende kalder for R. Llewelyn ville egentlig gerne være fortsat i rollen som Q, men han døde efter en bilulykke 19. december 1999.
I MI6's skotske hovedkvarter hænger der et maleri af Bernard Lee, der havde rollen som M i de første elleve Bond-film.

## Hjælpemidler
- Pistolbombe – Lille bombe forklædt som pistol. Udløses af en sender i Bonds falske briller.[8]
- Q's fiskerbåd – Speedbåd forsynet med torpedoer, raketter og maskinvåben og evne til både at dykke og køre korte strækninger på land. Bond bruger den til at jagte Cigar Girl på Themsen, men ikke just til Q's begejstring, da den faktisk var tænkt som fiskerbåd til hans forestående pensionering.[9]
- Opblæselig jakke – Skijakke, der kan blæses op som en kokon omkring brugeren og derved beskytte denne mod f.eks. snelaviner.[8]
- Røntgenbriller – Briller som kan se gennem tynde lag tøj. På Zukovskys kasino bruger Bond disse til at se vagters og andres skjulte våben.[8]